# AL-MAUJ
「AL-MAUJ (アルマージ)」は、日本の歌手である中森明菜の楽曲。この楽曲は中森の20枚目のシングルとして、1988年1月27日にワーナー・パイオニア（現：ワーナーミュージック・ジャパン）のリプリーズ・レコードレーベルよりリリースされた (7インチシングルレコード: L-1756)。

## 背景
「AL-MAUJ」は、1988年1月27日にシングル・レコード (7インチシングルレコード: L-1756)で発売された。シングル・レコード盤は中森の全アナログシングル作品の中で唯一のハード（紙袋）ジャケット仕様で発売された。シングル・レコード盤の発売後、1988年2月25日にはCDシングル (8cmCD: 10SL-100)で、1988年12月21日にはシングルカセット (CT: 10L5-4059)でも発売された。
ジャケット撮影はギリシャのミコノス島で撮影された。
この楽曲は、大津あきらが作詞し、佐藤隆が作曲を手掛け、武部聡志が編曲を務めた。本曲は、佐藤が中森のシングル曲を想定して提供したが一旦はコンペから落選したため、1987年7月6日にリリースしたスタジオ・アルバム『水の中の太陽』（CD: CA32-1467、東芝EMI）に歌詞を女性から男性視点に変えて「デラシネ」と改題して発表された。その後、中森側によって改めてシングル曲として採用された。
「AL-MAUJ」(الموج)とは、アラビア語で「波」を意味する。1988年2月11日に放送されたTBS系の音楽番組『ザ・ベストテン』ではこれに加えて、「深い愛」などを意味すると中森は説明した。音楽番組での歌唱の際には、蛇などのレプリカを絡ませた本曲用に特別に作られたマイクスタンドに、アラビア風のショールやジャケットと同様のベリーダンサー風といった衣裳を披露した。
シングル盤「AL-MAUJ」のB面として発表された「薔薇一夜」は、「AL-MAUJ」に続いて大津による作詞と、鈴木キサブローが作曲し、大谷和夫が編曲を手掛けたスロー・バラード楽曲である。同曲のほうもフジテレビ系の『夜のヒットスタジオDELUXE』（1988年3月30日放送）や、『ミュージックステーション』（1988年4月8日、1988年4月29日放送）といった音楽番組で歌唱された。

## 批評
「AL-MAUJ (アルマージ)」について音楽評論家の堤昌司は、「明菜のヴォーカルは、ワン・フレーズの終わりごとに強くかけられたヴィブラートや、中低音の響かせ方など、サウンドとしてのヴォーカルというテーマを、力強さを前面に打ち出して試みているともいえる。」と指摘した。

## チャート成績
この楽曲は、TBS系で放送された音楽番組『ザ・ベストテン』では、1988年2月18日から1988年3月3日の3週連続で最高順位1位を記録した。オリコン週間シングルランキングでは、1988年2月8日付で初登場・最高順位ともに1位を記録し、翌週の1988年2月15日付でも2週連続となる1位を獲得した。同チャートの100位以内においては、計16週に渡ってランクインしている。また、1988年度のオリコン年間シングルチャートでは、14位を記録した。

## 収録曲
| 全作詞: 大津あきら。 |                          |            |                |          |      |
| #                    | タイトル                 | 作詞       | 作曲           | 編曲     | 時間 |
| A.                   | 「AL-MAUJ (アルマージ)」 | 大津あきら | 佐藤隆         | 武部聡志 | 4:07 |
| B.                   | 「薔薇一夜」             | 大津あきら | 鈴木キサブロー | 大谷和夫 | 4:43 |
| 合計時間:            | 合計時間:                | 合計時間:  | 合計時間:      | 8:50     |      |

### 規格
- 1998年11月26日 - 12cmCD: WPC6-8677[16]
- 2008年11月12日 - デジタル・ダウンロード[17][18]
- 2014年6月18日 - 12cmCD, Singles Box 1982-1991の一枚として

## クレジット
- Photo by 塚田和徳[7]